# Île Redonda Ouest
L'île Redonda Ouest (en anglais : West Redonda Island) est une des îles Discovery, dans le détroit de Géorgie, en Colombie-Britannique, au Canada. 